# Polytrichastrum norwegicum
Polytrichastrum norwegicum là một loài Rêu trong họ Polytrichaceae. Loài này được (Hedw.) Schljakov miêu tả khoa học đầu tiên năm 1982.